# Al-Dar al-Kabirah
Al-Dar al-Kabirah (tiếng Ả Rập: الدار الكبيرة, đã Latinh hoá: Al-Dār al-Kabīrāh, tiếng Thổ Nhĩ Kỳ: Dar el-Kebir, cũng đánh vần Dar al-Kabera) là một thị trấn ở miền trung Syria, hành chính một phần của Homs, tạo thành một vùng ngoại ô phía tây bắc của Homs. Các địa phương gần đó bao gồm Khirbet al-Sawda ở phía tây và al-Ghantu và Teir Maalah ở phía đông bắc. Theo Cục Thống kê Trung ương (CBS), al-Dar al-Kabirah có dân số 7.280 người trong cuộc điều tra dân số năm 2004. Một phần đáng kể của cư dân là Turkmens.